# Râul Rogoaza
Râul Rogoaza este un afluent al râului Sbârcioara. 

## Hărți
- Harta județului Brașov